# Withius hispanus
Withius hispanus es una especie de arácnido del orden Pseudoscorpionida de la familia Withiidae.

## Distribución geográfica
Se encuentra en la zona paleártica: sur de Europa, norte de África y mitad occidental de Asia.